# Antonietta d'Orléans-Longueville
Antonietta d'Orléans-Longueville (Trie-sur-Baïse, 1572 – Poitiers, 24 aprile 1618) è stata una religiosa francese, fondatrice delle monache Benedettine di Nostra Signora del Calvario.

## Biografia
Figlia terzogenita di Léonor d'Orléans-Longueville, duca di Longueville, governatore di Piccardia e Normandia, e di Maria di Borbone-Saint-Pol, cugina di Antonio di Borbone-Vendôme (padre di Enrico IV), Antonietta entrò alla corte di Francia al seguito di Enrichetta di Clèves (moglie di Luigi Gonzaga, duca di Nevers) e fu poi dama della regina Caterina de' Medici: il 6 settembre 1587 sposò il marchese di Belle-Îsle Carlo di Gondi (figlio di Alberto, favorito della regina), da cui ebbe un figlio (Enrico, duca di Retz) e di cui rimase vedova nel 1596 (il marito venne assassinato a Mont Saint-Michel dai seguaci del duca di Mercœur, capo della Lega Santa in Bretagna).
Contro la volontà dei parenti, ma con la protezione di papa Clemente VIII, Antonietta abbracciò la vita religiosa nel monastero delle fogliantine di Tolosa e papa Paolo V, con breve del 4 giugno 1605, la nominò coadiutrice della badessa di Fontevrault Eleonora di Borbone, presso la quale si trasferì. Per spirito di umiltà, Antonietta chiese di essere dispensata dalla coadiutoria, che comportava il diritto di succedere, alla morte di Eleonora, alla carica di badessa, e ottenne dal papa l'autorizzazione a lasciare Fontevrault e di trasferirsi nel monastero di Lencloître (1611).
Assieme al cappuccino frate Giuseppe da Parigi (detto "l'eminenza grigia" per l'influenza che esercitava sul cardinale de Richelieu e sulla corte), pensò di introdurre una riforma nel monastero per ritornare al primitivo rigore benedettino; con il consenso pontificio, il 25 ottobre 1617 Antonietta, assieme a ventiquattro compagne, lasciò Lencloître e si stabilì in un nuovo monastero di Poitiers, da cui ebbero origine le benedettine di Nostra Signora del Calvario (approvata come congregazione benedettina da papa Gregorio XV il 22 marzo 1621).

## Ascendenza
|                                    |                             |                                 | Genitori                          |  |  | Nonni |  |  | Bisnonni                       |  |  | Trisnonni                     |  |
|                                    |                             |                                 |                                   |  |  |       |  |  | Louis II d'Orléans-Longueville |  |  | Louis I d'Orléans-Longueville |  |
|                                    |                             |                                 |                                   |  |  |       |  |  | Louis II d'Orléans-Longueville |  |  | Louis I d'Orléans-Longueville |  |
|                                    |                             | Johanna von Hachberg-Sausenberg |                                   |  |  |       |  |  | Louis II d'Orléans-Longueville |  |  |                               |  |
| François III d'Orléans-Longueville |                             |                                 |                                   |  |  |       |  |  | Louis II d'Orléans-Longueville |  |  |                               |  |
|                                    |                             | Marie de Guise                  | Claude de Guise                   |  |  |       |  |  |                                |  |  |                               |  |
|                                    |                             | Marie de Guise                  | Claude de Guise                   |  |  |       |  |  |                                |  |  |                               |  |
|                                    |                             | Marie de Guise                  | Antoinette de Bourbon-Vendôme     |  |  |       |  |  |                                |  |  |                               |  |
| Léonor d'Orléans-Longueville       |                             | Marie de Guise                  |                                   |  |  |       |  |  |                                |  |  |                               |  |
|                                    |                             | Charles de Rohan-Gié            | Pierre de Rohan-Gié               |  |  |       |  |  |                                |  |  |                               |  |
|                                    |                             | Charles de Rohan-Gié            | Pierre de Rohan-Gié               |  |  |       |  |  |                                |  |  |                               |  |
|                                    |                             | Charles de Rohan-Gié            | Françoise de Penhoët              |  |  |       |  |  |                                |  |  |                               |  |
| Jacqueline de Rohan-Gié            |                             | Charles de Rohan-Gié            |                                   |  |  |       |  |  |                                |  |  |                               |  |
|                                    |                             | Giovanna Sanseverino            | Bernardino Sanseverino            |  |  |       |  |  |                                |  |  |                               |  |
|                                    |                             | Giovanna Sanseverino            | Bernardino Sanseverino            |  |  |       |  |  |                                |  |  |                               |  |
|                                    |                             | Giovanna Sanseverino            | Leonora Piccolomini d'Aragona     |  |  |       |  |  |                                |  |  |                               |  |
| Antoinette d'Orléans-Longueville   |                             | Giovanna Sanseverino            |                                   |  |  |       |  |  |                                |  |  |                               |  |
|                                    | François de Bourbon-Vendôme | Jean VIII de Bourbon-Vendôme    |                                   |  |  |       |  |  |                                |  |  |                               |  |
|                                    | François de Bourbon-Vendôme | Jean VIII de Bourbon-Vendôme    |                                   |  |  |       |  |  |                                |  |  |                               |  |
|                                    | François de Bourbon-Vendôme | Isabelle de Beauvau             |                                   |  |  |       |  |  |                                |  |  |                               |  |
| François I de Saint-Pol            | François de Bourbon-Vendôme |                                 |                                   |  |  |       |  |  |                                |  |  |                               |  |
|                                    |                             | Marie de Luxembourg-Saint-Pol   | Pierre II de Luxembourg-Saint-Pol |  |  |       |  |  |                                |  |  |                               |  |
|                                    |                             | Marie de Luxembourg-Saint-Pol   | Pierre II de Luxembourg-Saint-Pol |  |  |       |  |  |                                |  |  |                               |  |
|                                    |                             | Marie de Luxembourg-Saint-Pol   | Margherita di Savoia              |  |  |       |  |  |                                |  |  |                               |  |
| Marie II de Saint-Pol              |                             | Marie de Luxembourg-Saint-Pol   |                                   |  |  |       |  |  |                                |  |  |                               |  |
|                                    |                             | Jean III d'Estouteville         | Jacques d'Estouteville            |  |  |       |  |  |                                |  |  |                               |  |
|                                    |                             | Jean III d'Estouteville         | Jacques d'Estouteville            |  |  |       |  |  |                                |  |  |                               |  |
|                                    |                             | Jean III d'Estouteville         | Louise d'Albret                   |  |  |       |  |  |                                |  |  |                               |  |
| Adrienne d'Estouteville            |                             | Jean III d'Estouteville         |                                   |  |  |       |  |  |                                |  |  |                               |  |
|                                    |                             | Jacqueline d'Estouteville       | Guyon d'Estouteville              |  |  |       |  |  |                                |  |  |                               |  |
|                                    |                             | Jacqueline d'Estouteville       | Guyon d'Estouteville              |  |  |       |  |  |                                |  |  |                               |  |
|                                    |                             | Jacqueline d'Estouteville       | Isabeau de Croÿ                   |  |  |       |  |  |                                |  |  |                               |  |
|                                    |                             | Jacqueline d'Estouteville       |                                   |  |  |       |  |  |                                |  |  |                               |  |